# Lednogóra (przystanek kolejowy)
Lednogóra – przystanek kolejowy w Lednogórze, w województwie wielkopolskim, w Polsce. Według klasyfikacji PKP ma kategorię dworca lokalnego. Znajdują się tu 2 perony.

## Ruch pasażerski
| Rok  | Wymiana pasażerska na dobę |
| ---- | -------------------------- |
| 2017 | 300-499                    |
| 2022 | 300-499                    |

## Połączenia
- Bydgoszcz Główna
- Gniezno
- Inowrocław
- Mogilno
- Poznań Główny
- Poznań Wschód
- Toruń Główny